# Скендербеу (стадіон)
«Скендербеу» (алб. Skënderbeu) — футбольний стадіон у місті Корча, Албанія. Є домашньою ареною клубу «Скендербеу», який виступає в албанській Суперлізі.

## Історія
Стадіон був збудований у 1957 році. Початкова місткість була 12 000 чоловік. Пізніше лавки були замінені на пластикові сидіння, через що місткість зменшилася до 7500 чоловік.
Остання реконструкція була проведена у 2011 році. Завдяки цій реконструкції стадіон став одним із найкращих в Албанії та дозволяв проводити матчі Єврокубків. Першу таку гру стадіон прийняв 13 липня 2011 року, коли місцевий «Скендербеу» у рамках кваліфікації Ліги Чемпіонів УЄФА 2011/12 приймав кіпрський АПОЕЛ.
Крім футбольної арени на території розташовується Палац Спорту «Тамара Ніколла», призначений для проведення ігор з баскетболу та волейболу.